# Brenda Fricker

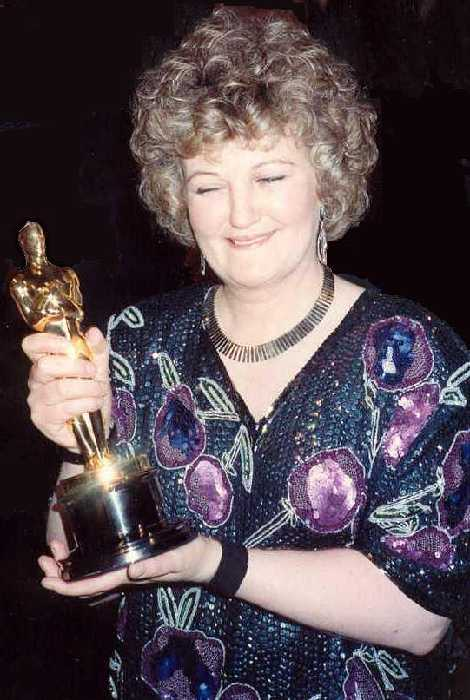
Brenda Fricker bei der Oscarverleihung 1990

Brenda Fricker (* 17. Februar 1945 in Dublin) ist eine ehemalige irische Schauspielerin. 1990 erhielt sie den Oscar als Beste Nebendarstellerin für ihren Auftritt im Filmdrama Mein linker Fuß.

## Leben
Brenda Fricker begann ihre Karriere an irischen Bühnen und wechselte später nach London. Seit den 1970er-Jahren spielte sie in mehreren Fernsehproduktionen mit, war jedoch international noch sehr unbekannt, als sie 1990 mit dem Oscar als beste Nebendarstellerin in dem Drama Mein linker Fuß ausgezeichnet wird. In diesem spielte sie die Mutter der von Daniel Day-Lewis dargestellten, schwerbehinderten Hauptfigur. Anschließend folgten mehrere Rollen in großen Hollywood-Produktionen, so als die geheimnisvolle Taubenfütterin in Kevin – Allein in New York (1992). Im Jahr 2014 gab Fricker ihren Rückzug aus dem Schauspielgeschäft bekannt, da sie ihren Ruhestand genießen wolle und die Schauspielerei ihr zu anstrengend geworden sei.
Fricker war mit Barry Davis verheiratet und ist seit 1990 verwitwet.

## Filmografie (Auswahl)
- 1964: Tolka Row (Fernsehserie)
- 1964: Der Menschen Hörigkeit (Of Human Bondage)
- 1969: Dave – Zuhaus in allen Betten (Sinful Davey)
- 1977: Coronation Street (Fernsehserie, 4 Folgen)
- 1979: The Quatermass Conclusion
- 1979: The Music Machine
- 1986: The Ballroom of Romance
- 1986–1990, 1998, 2007, 2010: Casualty (Fernsehserie, 72 Folgen)
- 1989: Mein linker Fuß (My Left Foot)
- 1990: Das Feld (The Field)
- 1992: Utz
- 1992: Kevin – Allein in New York (Home Alone 2: Lost in New York)
- 1993: Liebling, hältst Du mal die Axt? (So I Married an Axe Murderer)
- 1994: Angels – Engel gibt es wirklich! (Angels in the Outfield)
- 1995: Journey – Verlorene Erinnerungen (Journey)
- 1995: Wechselspiel des Lebens (A Woman of Independent Means)
- 1996: Das Geheimnis der Mary Swann (Swann)
- 1996: Die Jury (A Time to Kill)
- 1996: Moll Flanders
- 1997: Masterminds – Das Duell (Masterminds)
- 1998: Resurrection Man
- 1999: Durango
- 2000: Fremde Verwandte (Relative Strangers)
- 2000: Mut zur Liebe (Cupid & Cate)
- 2002: Torso – Die Evelyn Dick Story (Torso: The Evelyn Dick Story)
- 2003: Die Journalistin (Veronica Guerin)
- 2004: Inside I’m Dancing
- 2004: Beyond the Sea – Musik war sein Leben (Beyond the Sea)
- 2004: Omagh – Das Attentat (Omagh)
- 2004: Traumata (Trauma)
- 2005: Ein Haus in Irland (Tara Road)
- 2007: Closing the Ring – Geheimnis der Vergangenheit (Closing the Ring)
- 2011: Albert Nobbs
- 2011: Cloudburst
- 2013: A Long Way from Home
- 2013–2015: Forgive Me (Fernsehserie, 3 Folgen)

## Auszeichnungen (Auswahl)
- Academy Award beste Nebendarstellerin – Mein linker Fuß
- Boston Society of Film Critics Award beste Nebendarstellerin – Mein linker Fuß
- Los Angeles Film Critics Association Award beste Nebendarstellerin – Mein linker Fuß
- Montreal World Film Festival Jurisdiction Award beste Nebendarstellerin – Mein linker Fuß
- Nominierung – Golden Globe Award beste Nebendarstellerin – Mein linker Fuß
- Nominierung – National Society of Film Critics Award beste Nebendarstellerin – Mein linker Fuß
- Nominierung – New York Film Critics Circle Award beste Nebendarstellerin – Mein linker Fuß